# Бавачката ми е вампир (сериал)
„Бавачката ми е вампир“ (на английски: My Babysitter's a Vampire) е канадски сериен филм, базиран на едноименния телевизионен филм от 2010 г.
Главните герои са Итън (Матю Найт), Сара (Ванеса Морган), Бени (Атикъс Митчъл), Ерика (Кейт Тод), Рори (Камерън Кенеди) и Джейн (Лора Декартере).
Излъчването на сериала започва през 2011 г.

## Бавачката ми е вампир в България
Сериалът започна в България на 15 октомври 2011 г. по Disney Channel. Последният епизод от първи сезон е излъчен на 7 януари 2012 г. Дублажът е синхронен и е на студио Александра Аудио. В него участват Яна Огнянова, Живка Донева, Таня Етимова, Живко Джуранов, Петър Бонев, Росен Русев, Мартин Герасков и Стоян Цветков.
Втори сезон започна на 6 октомври 2012 г. всяка събота от 9:30. Последните 2 епизода от сезона са излъчени заедно на 24 декември 2012 г. от 17:00. Във втори сезон озвучаващите артисти са същите като Мартин Герасков не участва.